# Dravidogecko septentrionalis
Dravidogecko septentrionalis — вид геконоподібних ящірок родини геконових (Gekkonidae). Ендемік Індії. Описаний у 2019 році.

## Поширення і екологія
Dravidogecko septentrionalis відомі з типової місцевості, розташованої в окрузі Ваянад в штаті Керала на півдні Індії. Вони живуть у вічнозелених вологих тропічних лісах, на висоті понад 850 м над рівнем моря, де середньорічна кількість опадів становить 3500-6000 мм.